# Ceratoserolis meridionalis
Ceratoserolis meridionalis là một loài chân đều trong họ Serolidae. Loài này được Vanhoeffen miêu tả khoa học năm 1914.